# Клири, Беверли
Беверли Клири (англ. Beverly Cleary), урождённая Беверли Этли Банн, (англ. Beverly Atlee Bunn; 12 апреля 1916, Мак-Минвилл, Орегон — 25 марта 2021, Кармел, Калифорния) — американская детская писательница, автор 30 книг о приключениях таких героев, как Генри Хаггинс, Рибзи, Беатрис Квимби и её сестра Рамона, а также мышонок Ральф. Лауреат многочисленных наград в жанре литературы для детей и подростков. По одной из её книг снят фильм «Рамона и Бизус».

## Биография
Родилась в городе Мак-Минвилл штата Орегон. Детство провела на ферме в Ямхилле (Орегон). Хотя посёлок был настолько маленьким, что там даже не было библиотеки, она с детства полюбила чтение, тем более, что её мать работала в Библиотеке штата Орегон и регулярно привозила ей почитать новые книги.
Когда ей было 6 лет, семья оставила ферму и переехала в г. Портленд, где она училась в школе. В городе она часто болела, а рекомендуемая в школе литература, в отличие от её любимых детских книг, поначалу её разочаровала, однако уже к 3-му классу она вновь полюбила чтение. В младших классах её любимой книгой был «Одуванчиковый коттедж» Кэрол Уотсон Рэнкин.
В 1934 г., в возрасте 18 лет, переехала в г. Онтарио в штате Калифорния, где поступила в Колледж Чеффи (en:Chaffey College). Параллельно с обучением работала ассистентом библиотекаря. Поскольку в годы Великой депрессии обучение в колледже стоило весьма существенных для неё денег, Клири стала участвовать в университетской программе «сотрудничество в сфере образования» (cooperative education program), чтобы заработать денег. Однажды во время обеденного перерыва она познакомилась с Кларенсом Клири, за которого в 1940 г. вышла замуж.
Получив степень бакалавра по специальности «английский язык» в 1938 г. в Калифорнийском университете в Беркли, продолжила обучение в Школе библиотечного дела в Вашингтонском университете в Сиэтле. Получив в 1939 г. степень специалиста по библиотечному делу, она поступила на работу в г. Якима в штате Вашингтон. Позднее у неё созрела мысль самой начать писать детские книги. Её первая книга, «Генри Хаггинс», была издана в 1950 г. В ней рассказывалось о мальчике, его собаке и их друзьях, живших на Кликитат-стрит в г. Портленд (название реальной улицы, вблизи которой в детстве жила Беверли). Как говорила позднее Клири, все характеры этой книги были списаны с реальных детей — как тех, что она знала в детстве, так и тех, с которыми познакомилась, работая библиотекарем.
В 1940 г. она втайне от родителей, не одобрявших её будущего мужа-католика (сама Банн воспитывалась пресвитерианкой), вышла замуж за Кларенса Клири. В 1955 году у них родились близнецы, сестра и брат.
В 1955 г. она опубликовала первую из книг о жизни двух сестёр Квимби, «Бизус и Рамона» (ранее сёстры часто упоминались в книгах о Генри Хаггинсе).
Позднее стала успешным детским писателем, опубликовала около 30 книг (в том числе 2 автобиографических), продолжая при этом работать библиотекарем.
До самой смерти жила и работала в г. Кармел в штате Калифорния.